# Dryxo
Dryxo Robineau-Desvoidy, 1830 è un genere di insetti della famiglia Ephydridae (Diptera: Schizophora), comprendente le più grandi specie nell'ambito della famiglia.

## Descrizione
Gli adulti di questo genere sono caratterizzati dalle dimensioni, notevoli se riferite a quelle tipiche della maggior parte degli Efidridi: il corpo può infatti superare il centimetro di lunghezza (4,7-11,2 mm), condizione alquanto rara fra gli Efidridi. Si distinguono dalla generalità dei Dryxini soprattutto per la perdita secondaria di alcuni elementi della chetotassi, in particolare una delle due setole notopleurali e la sopralare presuturale. Questi caratteri sono però condivisi con i generi Corythophora e Omyxa, morfologicamente e filogeneticamente affini, dai quali si distinguono per altri elementi diagnostici che riguardano soprattutto per la chetotassi e la morfologia del torace, delle ali e delle zampe.
Il capo ha una faccia ampia e convessa, proiettata in avanti in un caratteristico profilo fronto-facciale a forma di scudo. Gena alta, parafacce molto larghe. Occhi relativamente piccoli, clipeo ampio ma stretto in altezza, retratto rispetto al profilo facciale. Le antenne hanno arista pettinata, portante 12-16 raggi dorsali lunghi. La chetotassi cefalica è così composta:
- setole fronto-orbitali: del tutto assente la posteriore reclinata;
- setole verticali: ben sviluppate, sia l'interna sia l'esterna;
- setole ocellari e setole pseudopostocellari: assenti;
- setole facciali: brevi e sottili, in numero di quattro o cinque paia.

Il torace è anch'esso caratterizzato dalla perdita secondaria di alcune setole generalmente presenti come carattere apomorfico nei Dryxini. Gli elementi morfologici di maggiore rilevanza sono i seguenti:
- regione dorsale: le setole acrosticali ridotte a semplici setoline allineate in due file; assenti le prescutellari; le setole dorsocentrali, rispetto ai Drixyni, sono ridotte al solo paio posteriore per la perdita secondaria delle tre anteriori;
- regione dorso-laterale: presenti una setola omerale ben sviluppata, una sola notopleurale, anch'essa ben sviluppata, una sola sopralare postsuturale, una postalare. Rispetto alla generalità dei Dryxini è evidente la perdita secondaria di una notopleurale e della sopralare presuturale;
- regione pleurale: presenta una chetotassi caratterizzata da alcuni elementi diagnostici importanti per la distinzione dai generi affini. L'anepisterno presenta due o tre setoline poco sviluppate, simili a peli, allineate lungo il margine posteriore, con quella intermedia più lunga delle altre. Il katepisterno presenta una setola ben sviluppata e una fila di 6-10 setoline simili a lunghi peli, allineate in posizione posteriore-dorsale rispetto alla setola katepisternale più grande.

Le ali hanno la costa estesa fino alla terminazione della media e provvista di due brevi ma robuste setole prima della frattura subcostale. La base della radio è coperta ventralmente da numerose setoline chiare. Vena medio-cubitale discale (dm-cu) lunga e sinuosa, più o meno parallela al margine posteriore dell'ala e formante un angolo approssimativamente retto con la media.
Le zampe hanno femori medi e posteriori lunghi più o meno quanto l'addome, e con mesotibie provviste di tre setole prominenti sul lato anteriore.
L'addome ha una pigmentazione dorsale a fasce. Quello dei maschi ha l'epandrio conformato a U e l'ipandrio isodiametrico e leggermente depresso.

## Sistematica

### Percorso storico
Dal punto di vista storico, Dryxo è stato uno dei primi generi della famiglia degli Efidridi ad essere definiti. Sotto questo aspetto è preceduto solo da Ochthera (1902), Mosillus (1804), Ephydra (1810), Notiphila (1810) e Psilopa (1824). Altri generi sono invece "contemporanei a Dryxo: Coenia, Scatella e Hydrellia, descritti da Robineau-Desvoidy, e Dichaeta, quest'ultimo descritto da Fallén.
Nonostante la sua distribuzione tropicale, diversi sono i contributi relativi al genere Dryxo in letteratura, ma una revisione tassonomica organica e completa si ha solo agli inizi degli anni duemila. La sostanziale uniformità morfologica nell'ambito di Dryxo e del gruppo di generi affini è stata causa di errate impostazioni tassonomiche, fra le quali si ricordano le seguenti:
- Confusioni relative alla tassonomia di specie affini al genere Dryxo. Bezzi (1908), basandosi sulla descrizione originaria di Loew relativa al genere Corythophora e alla tipo Corythophora longipes Loew, 1862, ridusse Corythophora a sinonimo di Dryxo e attribuì a Corythophora longipes la nuova denominazione Dryxo longipes[1][2]. La revisione di Bezzi fu unanimemente adottata dai ditterologi per tutto il XX secolo. Cresson (1928) descrisse un nuovo genere monotipico affine a Dryxo, Karema, e la specie tipo Karema lowella[3]. Inoltre sinonimizzò Dryxo longipes (Loew, 1862) con Dryxo ornata (Macquart, 1843). Cinquanta anni dopo, Cogan (1968) aggiunse una nuova specie, Karema flavipes[4].
- Errate determinazioni di specie del genere Dryxo. Gli esemplari tipo usati da Robineau-Desvoidy per descrivere Dryxo lispoidea si sono persi nel tempo. Secondo Mathis & Zatwarnicki (2002), in assenza degli esemplari di riferimento, le attribuzioni di specie sono state talvolta corredate da errori di determinazione tassonomica, rendendo ancora più incerto il quadro tassonomico di questo genere[5].
- Suddivisioni in sottogeneri o scorporo in generi distinti senza il supporto di solide basi filogenetiche. Jaennicke (1867) definì il genere monotipico Cyphops con la specie Cyphops fasciatus. Circa un secolo dopo, Cogan & Wirth (1977) proposero un nuovo schema tassonomico che comprendeva Cyphops come sottogenere di Dryxo e la conseguente denominazione di Cyphops fasciatus con la nuova combinazione Dryxo (Cyphops) fasciata Jaennicke, 1867[6]. Secondo Mathis & Zatwarnicki (2002), l'uniformità morfologica di questi efidridi e l'assenza di significative differenze rilevabili con l'analisi cladistica non giustificano la suddivisione di Dryxo in sottogeneri e, a maggior ragione, la separazione di specie in generi distinti.

Queste incongruenze, per quanto adottate dalla generalità degli Autori che si sono occupati della tassonomia dei Dryxini fino agli anni novanta, sono state messe in luce e discusse da Mathis & Zatwarnicki (2002), i quali, oltre a descrivere alcuni nuovi taxa, interni o affini al genere Dryxo, hanno proposto una organica revisione tassonomica. Facendo riferimento alle incongruenze di cui sopra, le sostanziali rettifiche proposte dai due ditterologi sono le seguenti:
- Designazione di un neotipo per Dryxo lispoidea[7]. Il neotipo si identifica nel lectotipo designato da Jaennicke per Cyphops fasciatus, un esemplare maschio conservato nel Museo Senckenberg di Francoforte.
- Ripristino dello status di genere per Corythophora Loew, 1862 secondo l'originaria istituzione e riduzione di Karema Cresson, 1929, a sinonimo minore di Corythophora[8]. Il nome Dryxo longipes (Loew, 1862) proposto da Bezzi (1908) e sinonimizzato da Cresson (1929) con Dryxo ornata (Macquart, 1843), ha perciò riacquisito la combinazione originaria di Corythophora longipes.
- Rimozione della suddivisione tassonomica in sottogeneri proposta da Cogan & Wirth (1977) e riduzione di Cyphops Jaennicke, 1867, a sinonimo minore di Dryxo[9]. Delle due specie precedentemente classificate nel sottogenere Cyphops, Dryxo (Cyphops) digna Osten Sacken, 1882 ha acquisito la denominazione nella forma binomiale, Dryxo digna[10], mentre Dryxo (Cyphops) fasciata Jaennicke, 1867 è stato ridotto a sinonimo minore di Dryxo lispoidea[7].
- Istituzione di una nuova specie, Dryxo brahma, i cui esemplari erano in passato erroneamente classificati come D. longipes[11]

### Suddivisione tassonomica
Il quadro aggiornato della suddivisione in specie risale alla revisione di Mathis & Zatwarnicki (2002), che, oltre alle rettifiche di cui si è detto, integrano i precedenti cataloghi con l'istituzione di tre nuove specie. Nel complesso, il genere Dryxo si compone di nove specie:
- Dryxo brahma Mathis & Zatwarnicki, 2002 OR PA
- Dryxo digna Osten Sacken, 1882. OR Combinazioni obsolete: Cyphops dignus, Dryxo (Cyphops) digna
- Dryxo freidbergi Mathis & Zatwarnicki, 2002 AF
- Dryxo india Mathis & Zatwarnicki, 2002 OR
- Dryxo lispoidea Robineau-Desvoidy, 1830. AU OR Sinonimi: Cyphops fasciatus (Jaennicke, 1867), Dryxo spreta Osten Sacken, 1882, Dryxo (Cyphops) fasciata (Jaennicke, 1867)
- Dryxo margaretae Cogan, 1968 AF
- Dryxo nudicorpus Miyagi, 1877 PA
- Dryxo ornata (Macquart, 1844). AF PA Combinazioni obsolete: Blepharitarsis ornatus Macquart, 1844, Dryxo ornatus Becker, 1926
- Dryxo woodi Cresson, 1936 AF

Pur riportando le nuove specie classificate da Mathis & Zatwarnicki (2002), il BioSystematic Database of World Diptera adotta ancora come valida la vecchia nomenclatura trinomiale, basata sulla suddivisione nei sottogeneri Dryxo (Dryxo) e Dryxo (Cyphops).

### Filogenesi
Mathis & Zatwarnicki (2002) mettono Dryxo in stretta relazione filogenetica con il genere monotipico Omyza, di nuova descrizione. Questi due generi formerebbero una linea a sua volta in relazione con il genere Corythophora:
|  | Afrolimna + Paralimna                                          |
|  |                                                                |
|  | \| \| Corythophora \| \| \| \| \| \| Dryxo + Omyxa \| \| \| \| |
|  |                                                                |
|  | Papuama + Oedenops + Oedenopiforma                             |
|  |                                                                |
|  | Corythophora                                                   |
|  |                                                                |
|  | Dryxo + Omyxa                                                  |
|  |                                                                |

|  | Corythophora  |
|  |               |
|  | Dryxo + Omyxa |
|  |               |

## Distribuzione
Il genere Dryxo ha un'ampia distribuzione che si estende sostanzialmente nelle regioni tropicali dell'Africa, dell'Asia e dell'Oceania. La distribuzione è dunque afrotropicale, orientale e australasiana, con propaggini che si estendono, per alcune specie, ad alcune regioni meridionali del Paleartico: D. ornata, infatti, è presente anche nelle Isole Canarie, in Marocco e in Iran. Quest'ultimo rappresenta anche il limite di espansione dell'areale di D. brahma. L'unica specie esclusivamente paleartica è D. nudicorpus, presente in Giappone e in alcune stazioni orientali della Cina e della Russia asiatica. D. nudicorpus è anche l'unica specie di questo genere rappresentata in regioni temperate.
La distribuzione delle varie specie è riassunta nella seguente tabella:
|                  | Regione afrotropicale | Regione orientale | Regione australasiana | Regione paleartica |
| Dryxo brahma     |                       | x                 |                       | x                  |
| Dryxo digna      |                       | x                 |                       |                    |
| Dryxo freidbergi | x                     |                   |                       |                    |
| Dryxo india      |                       | x                 |                       |                    |
| Dryxo lispoidea  |                       | x                 | x                     |                    |
| Dryxo margaretae | x                     |                   |                       |                    |
| Dryxo nudicorpus |                       |                   |                       | x                  |
| Dryxo ornata     | x                     |                   |                       | x                  |
| Dryxo woodi      | x                     |                   |                       |                    |